# Peralejos de Arriba
Peralejos de Arriba ist ein Ort und eine westspanische Gemeinde (municipio) in der Provinz Salamanca in der Autonomen Gemeinschaft Kastilien-León. 2024 hatte die Gemeinde 35 Einwohner. 

## Lage
Peralejos de Arriba liegt etwa 58 Kilometer westnordwestlich von Salamanca in einer Höhe von ca. 775 m. 
Das Klima ist gemäßigt. Es fällt Regen in einer mittleren Menge.

## Bevölkerungsentwicklung
| Jahr      | 1900 | 1950 | 1960 | 1970 | 1981 | 1991 | 2001 | 2011 | 2021 |
| Einwohner | 468  | 262  | 252  | 161  | 109  | 85   | 67   | 49   | 37   |

## Sehenswürdigkeiten
- Julianuskirche (Iglesia de San Julián)
- Marienkapelle (Ermita de Nuestra Señora de los Villares)

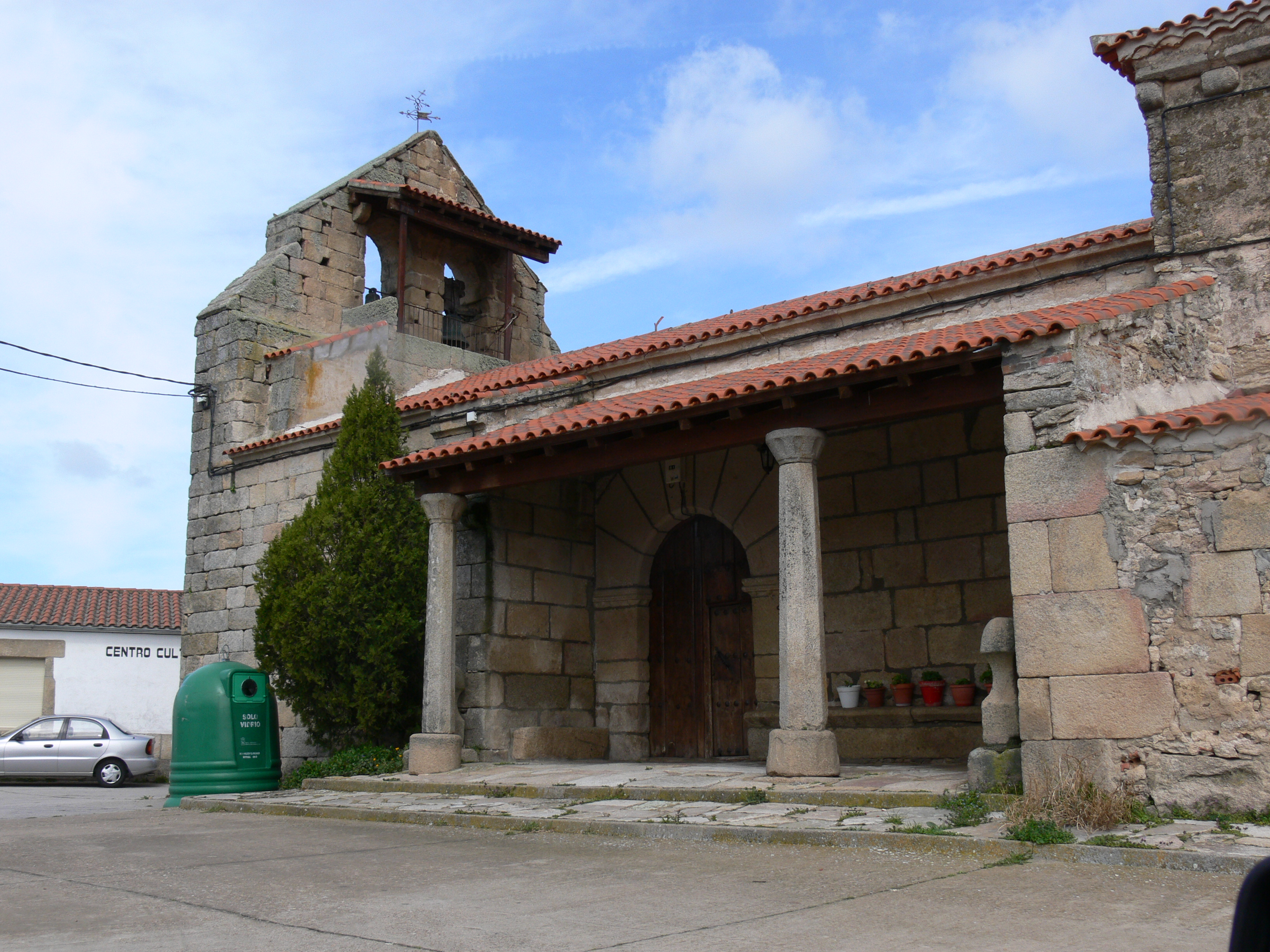
Julianuskirche